# Zamindar
 (décembre 2012).
Si vous disposez d'ouvrages ou d'articles de référence ou si vous connaissez des sites web de qualité traitant du thème abordé ici, merci de compléter l'article en donnant les références utiles à sa vérifiabilité et en les liant à la section « Notes et références ».

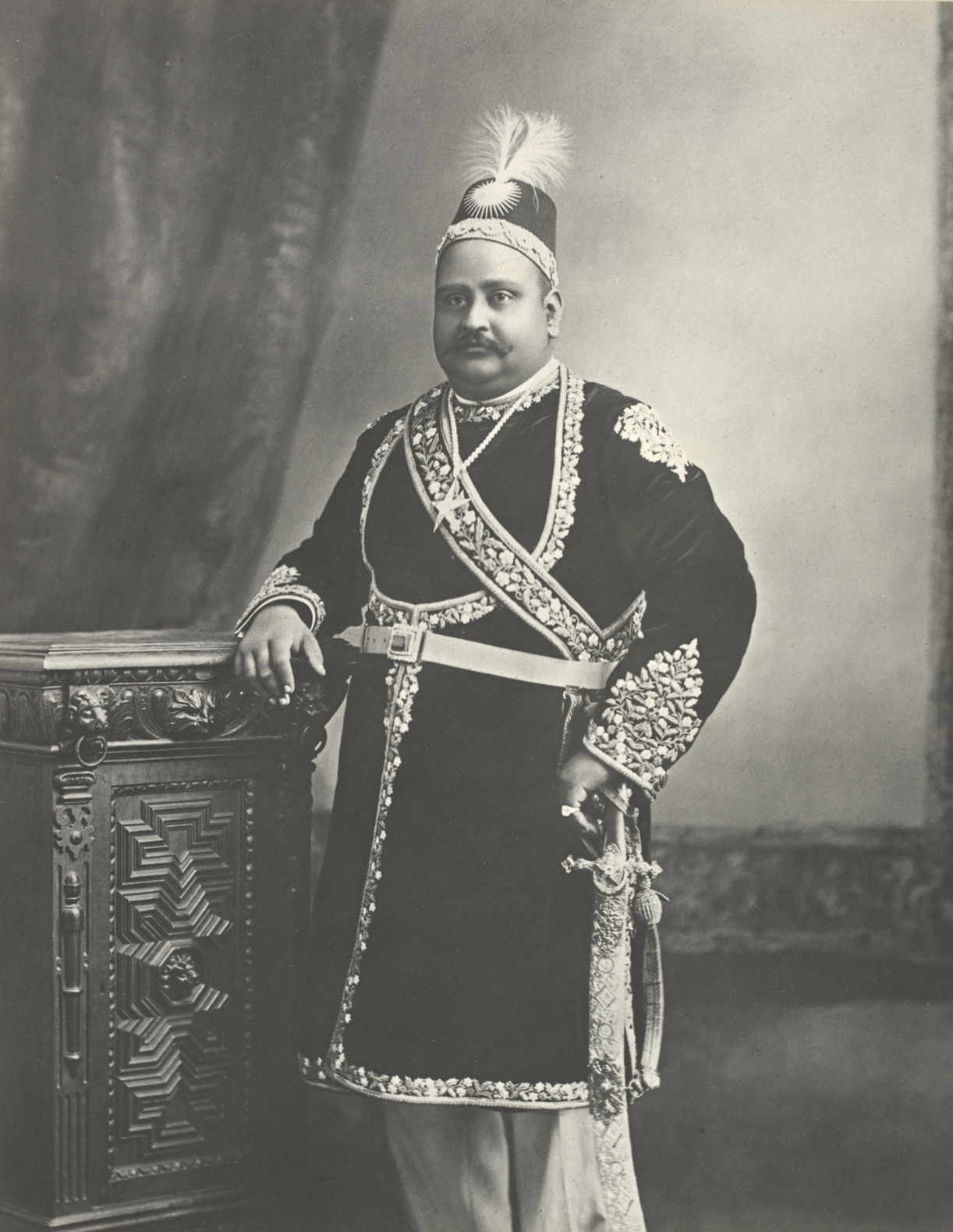
Nawab Sir Khwaja Salimullah Bahadur.

Un zamindar (زمیندار (zamīndār) ou « propriétaire terrien » en persan) était un membre de l'aristocratie issu de la noblesse terrienne du sous-continent indien. Il contrôlait un vaste territoire (appelé zamīndāri) et collectait les impôts auprès des paysans. Son rôle a beaucoup évolué selon les époques et les régions.

## Histoire
Au début de l'Empire moghol les zamindars étaient de simples collecteurs d'impôts et ne possédaient pas nécessairement de terres. Ils étaient alors des intermédiaires entre les paysans et le gouvernement. L'Empire Moghol développa le concept de Zamindar pour aboutir à un système quasi-féodal. Akbar, le troisième empereur moghol, leur accorda des titres militaires (Mansabdar). Avec le temps ils rachetèrent leur charge qui devint héréditaire et purent accumuler des terres, souvent plusieurs centaines de kilomètres carrés, certaines familles possédant jusqu'à plusieurs dizaines de milliers de kilomètres carrés. Les zamindars ne jouissaient cependant pas de la même autonomie que les princes et le caractère héréditaire de leur fonction était encadré par les souverains moghols. Ces derniers pouvaient notamment les priver de leur statut en cas de sédition ou d'incapacité à fournir les revenus des taxes.
Lors de la conquête de l'Inde par les Britanniques, qui perpétuèrent ce système féodal, les zamindars étaient vus comme de grands et puissants propriétaires terriens, dont certains furent dotés de titres de noblesse souveraine, tels que maharadjah ou nabab, pour les zamindars les plus importants du sous-continent indien qui passèrent pour cette minorité – sous la faveur de l'occupant britannique – d'un statut d'aristocrate féodal à celui de souverain (ex. : les maharadjahs de l'État zamindari du Bardhaman Raj (en)).
Les zamindars appartenaient en majorité aux castes les plus hautes, à savoir les brahmanes, les bhumihars (en), les kayasthas (en) et les rajputs, et étaient en majorité hindous bien qu'il y eut également de nombreux zamindars de religion musulmane.
Le système a été aboli lors des réformes agraires dans les années qui suivirent la partition des Indes, en 1950 au Pakistan oriental (actuel Bangladesh), en 1951 en Inde et enfin en 1959 au Pakistan occidental,.
Certains zamindars ont joué un rôle important dans l'histoire de l'Inde. Une confédération de douze zamindars, menée par Isa Khan (en), a par exemple repoussé plusieurs invasions maritimes mogholes au XVIe siècle dans le Bhati (en), région du Bengale.